# 莫家偉
莫家偉（英語：Gary，1997年2月2日—）澳門男歌手、畢業於星海音樂學院華納唱片亞太區詞曲作者。中學時期活躍於澳門各項政府演出活動的他，大學得到保送前往內地星海音樂學院就讀，演藝工作也從此在內地開啟了新篇章。

## 演藝生涯
作為澳門藝人代表參加中央廣播電視總台《北京2022冬奧會倒計時100天主題活動  》的錄制，與夏雨合唱北京2022年冬奧運主題曲之一《燃燒的雪花》並與 孙楠、邓超、萧敬腾、陈伟霆、夏雨、袁娅维、阿云嘎、周深、于毅、周笔畅、吉克隽逸合唱冬奧會主題曲《我們北京見 》兩首歌曲收錄在專輯名為"一起向未來"北京2022年冬奧會倒計時100天主題活動。
廣東廣播電視台南方生活廣播 雲端粵韻 灣區飛揚 "全球微粵曲大賽作品創作賽優秀作品雲直播新聞發佈會",作表演嘉賓演唱《葉問宗師》
與李國祥、梁山山作為三地藝人代表出席廣東廣播電視台南方生活廣播"全球微粵曲大賽作品創作賽優秀作品雲直播" 表演嘉賓，為嶺南文化的推廣出一份力，演唱《葉問宗師》
全國各大衛視春節熱播的2023央視文聯「百花迎春」春節晚會錄制，與周柏豪、梁潔、陳妍希作為兩岸四地藝人代表出席合唱《中華全家福 》
受邀廣東廣播電視台《逐梦大湾区 2023众创盛典》演唱《众创英雄汇》综艺节目主题曲《创造未来 》

## 音樂作品
錄音室專輯
- 《一起向未來"2022年冬奧會倒計時一百天主題活動"》（2021年）
- 《創造未來》（2023年）

## 派台歌曲成績
《創造未來》獲得《音樂先鋒榜》2023年第42期音樂先鋒榜前三